# Johnnie Walker

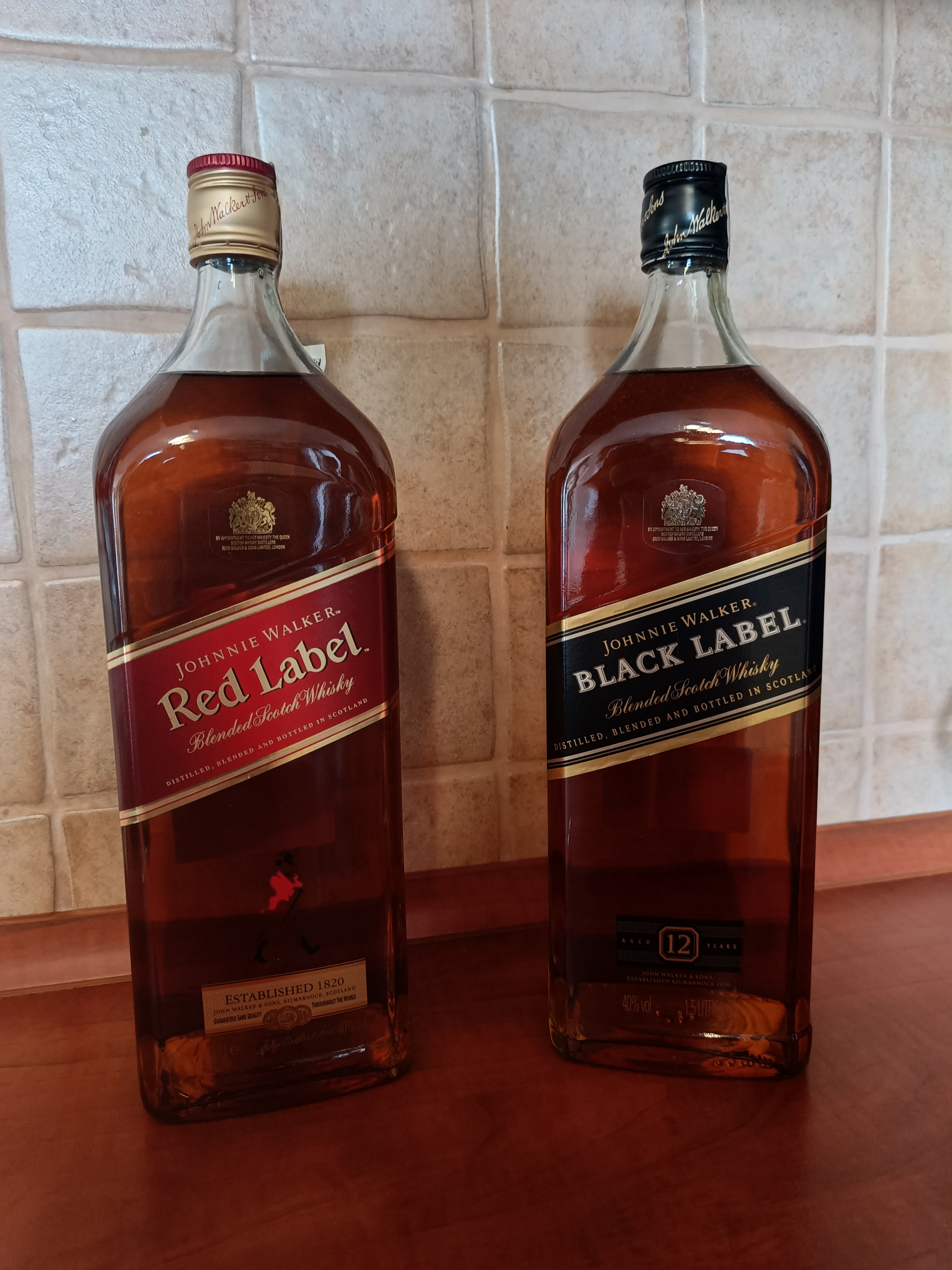

Johnnie Walker je nejprodávanější skotská whisky na světě. Prodává se ve více než 200 zemích a ročně se jí prodá přes 150 000 000 lahví. Míchané whisky Johnnie Walker obsahují kolem 35 sladových a 5 obilných whisky. Hlavní sladovou složkou většiny z nich je Cardhu, Gold Label je postavena na whisky Clynelish, Blue Label na Royal Lochnagar.

## Historie
Zakladatel rodu, John Walker, začal ve 1820 jako malý obchodník a míchač whisky. Rodinné jméno proslavil jeho syn Alexandr, který v roce 1867 uvedl na trh míchanou whisky Walker's Old Highland Whisky (dnes Black Label, viz níže). Jeho synové George a Alexandr II. rozšířili nabídku a zavedli barevné označení (výjimkou je Johnnie Walker Swing z roku 1932, pojmenovaná podle tvaru lahve - ostatní typy jsou stáčeny do hranatých lahví, typických pro značku Johnnie Walker). V roce 1893 koupila společnost J. Walker & Sons palírnu Cardhu, která je také označována jako 'domov Johnnieho Walkera'. Whisky Cardhu je dodnes základem pro Johnnie Walker Black Label. V roce 1909 byla v rámci reklamní kampaně poprvé použita postava kráčejícího muže (na etiketě poprvé 1937), jehož podoba doznala do dnešní doby několik změn.

## Druhy

### Johnnie Walker Red Label
Jednoznačně nejprodávanější skotská whisky na světě. Tato skotská získala královskou pečeť a mnoho ocenění na světových soutěžích lihovin. Skládá se z více než 35 sladových a obilných whisky z celého Skotska, z nichž nejmladší je minimálně 5 let. Okouzlí Vás osobitou a kořenitou vůní s náznakem vanilky a trpkého kouřového sladu. Vhodná i do míchaných nápojů.

### Johnnie Walker Black Label
Nejprodávanější luxusní skotská whisky na světě, která získala nejvíce ocenění. Je složena z více než 40 vybraných sladových a obilných whisky zrajících nejméně 12, řada z nich však více než 20 let v dubových sudech. Zaujme krásně zlatou barvou, jemně sladkou vůní a dlouze odeznívajícím hedvábným koncem. Současnou podobu BL vytvořil vnuk Johna Walkera Alexander v roce 1909.

### Johnnie Walker Green Label
Oceněna jako „Nejlepší míchaná whisky“ a získala i dalších jedenáct zlatých medailí na nejvýznamnějších mezinárodních soutěžích. Whisky z této edice zraje po dobu 15 let. Svou chuť získává z nejvýraznějších zástupců jednosladových whisky a zakládá tak úplně novou kategorii „přírodní whisky“.

### Johnnie Walker Gold Label
Název vychází ze sladové whisky Clynelish, při jejíž výrobě se používá voda protékající ložisky zlata. Recept pro tuto osmnáctiletou směs vytvořil vnuk Johna Walkera již v roce 1920 na počest stého výročí firmy. Whisky se vyznačuje zlatou barvou a medově jemnou chutí s lehce kouřovým koncem. Pro nejlepší zážitek se servíruje ledová do předem namražených unikátních sklenic.

### Johnnie Walker Blue Label
Bezesporu nejluxusnější míchaná whisky této značky. Obsahuje až šedesátileté sladové a obilné whisky. Svou unikátní vyzrálostí, plnou stavbou i hedvábnou a rašelinovou chutí uspokojí i toho nejnáročnějšího znalce. Chutí a barvou vyjadřuje autentický charakter prvních směsí 19. století. Množství lahví je omezeno a každá z nich má své osobní číslo.

### Johnnie Walker Swing
Whisky uvedená na trh v roce 1932 je méně obvyklá než řada barevných Labels, smíchaná z whisky, které mají stáří kolem 25 let. Raritou je speciálně designovaná kolébající se karafa (Labels se plní do hranatých lahví). Swing se vyznačuje parfémově sladkým aroma a chutí hebkou, s lehkou čerstvostí překrývající hlubší ovocnost s troškou kouře a dubu.

## Zajímavosti
Johnnie Walker Red Label (zředěná vodou) byla oblíbenou whisky britského premiéra Winstona Churchilla.
Podle značky Johnnie Walker Black Label se pojmenovala americká heavymetalová kapela Black Label Society.
U příležitosti blížící se osmé řady seriálu Hra o trůny (seriál) přišla palírna Johnnie Walker se speciální limitovanou edicí Johnnie Walker White Walker by Johnnie Walker Game of Thrones 0,7l 41,7% L.E.
V roce 2009 vznikla památná reklama „The Man Who Walked Around the World“, v níž herec Robert Carlyle vypráví během chůze v jednom nepřerušovaném pětiminutovém záběru o historii společnosti Johnnie Walker.
Láhev Johnnie Walker si zahrála hned v několika filmech s Harrisonem Fordem - Dobyvatelé ztracené archy, Blade Runner a Blade Runner 2049.